# Lepší holub v hrsti než pes v boudě
Lepší holub v hrsti než pes v boudě (v anglickém originále How Munched is That Birdie in the Window?) je 7. díl 22. řady (celkem 471.) amerického animovaného seriálu Simpsonovi. Scénář napsal Kevin Curran a díl režíroval Michael Polcino. V USA měl premiéru dne 28. listopadu 2010 na stanici Fox Broadcasting Company a v Česku byl poprvé vysílán 23. června 2011 na stanici Prima Cool.

## Děj
Během bouřky, kterou způsobí andělé při hraní bowlingu, vypráví Homer svým dětem strašidelný příběh a poštovní holub, kterého jeho majitel pojmenoval Raymond Bird, proletí Bartovým oknem a zlomí mu křídlo. Líza, která ho nemůže vrátit majiteli, jelikož ten je moc líný, aby se pokusil jej získat zpět, mu prozradí, že má ornitofobii, a tak je na Bartovi, aby ptáčka podle jejích pokynů ošetřil. Když se pták uzdraví, Bart se s Raymondem sblíží. Zjistí, že holub může sloužit k posílání zpráv mezi lidmi, což vede k tomu, že si všichni čas s holubem užívají, s výjimkou znechucené Lízy (jediný okamžik, kdy se o kontakt s holubem vůbec pokusí, jen posílí její fobii, protože Raymond si odblinkne na Lízinu ruku). Vyčerpaného ptáčka však sežere Spasitel a Homerův a Bartův pokus získat Raymonda ze Spasitelovy tlamy se zvrtne, když ptáček spadne psovi zpět do tlamy a dvakrát mu vklouzne do žaludku, kde je okamžitě stráven. 
Po symbolickém pohřbu se plačící Bart těžko vyrovnává se ztrátou a na Spasitele se naštve tak, že ho začne nenávidět, což Homera a Marge znepokojuje, protože jsou si vědomi, že Bart má problém odpustit lidem i sebemenší prohřešek (o tom svědčí i fakt, že stále neodpustil Milhouseovi, že mu rozbil autíčko v domnění, že je to Transformer). Když ho vezmou na terapeutické sezení k doktorce Thurstonové, snaží se Barta přesvědčit, že Spasitel je nevinné stvoření, jež nikdy nemělo v úmyslu mu ublížit, a že by mu měl Bart odpustit. Když se jí to nepodaří (z velké části díky tomu, že Spasitel má zálibu v ptácích), poradí Simpsonovým, že jediným lékem je dát pryč rodinného psa, přičemž Líza se na Barta zlobí, že je donutil opustit jejich milovaného mazlíčka. Rodina tak Spasitele odveze na pštrosí farmu na severu státu. Bart se se slzami v očích rozloučí se Spasitelem a řekne mu, aby nikdy nezabíjel ptáky. Homerovi se podaří dostat do sporu s rozzuřeným a sociopatickým pštrosem, který se pak obrátí proti Bartovi. 
Poté, co mu řekne, že zabíjet ptáky je špatné, přestane Spasitel Bartovi v boji pomáhat, zmatený vlastní loajalitou (kvůli Bartovi nebo jeho rozkazům), a nechá Barta pštrosa uškrtit téměř k smrti přesně stejným způsobem, jakým ho škrtí Homer. Bart si pak uvědomí, že Spasitel nemohl za to, co udělal, a omluví se mu, že k němu choval takovou zášť. Rodina se vrací domů se psem a pštrosem, kterého Bart uškrtil, přivázaným k autu, ale pštros se probere z bezvědomí a prorazí svým pařátem střechu a pokračuje v škrcení Homera.

## Přijetí
V původním americkém vysílání epizodu zhlédlo asi 9,42 milionu domácností s ratingem 4,1 / 10% podílem mezi dospělými ve věku 18 až 49 let, což z ní v den jejího vysílání učinilo nejsledovanější pořad stanice Fox. Epizoda také zaznamenala 41% nárůst oproti předchozímu dílu Hrátky s Montym.
Rowan Kaiser z The A.V. Clubu udělil epizodě známku B− a komentoval ji slovy: „Je obzvlášť špatný nápad zaměřit se na děj této epizody Simpsonových, protože většina její radosti pochází z vizuální stránky. Více než většina epizod se díl spoléhá na vizuální gagy nebo prodloužené kousky komedie bez dialogů.“. Pochválil cameo Danicy Patrickové, ale zkritizoval roli Rachel Weiszové, když řekl, že je „špatně využita jako terapeutka, která se údajně snaží, aby se Bart a Spasitel měli zase rádi“.